# 責任中心
責任中心（英語：responsibility center），是一種企業內部的組織單位，其負責人需為其活動及結果負責。在責任會計（responsibility accounting）中，是由責任中心整理及回報其收入及支出的資訊。
像成本中心、利潤中心及投資中心（investment center）等都屬於是責任中心。

## 利潤中心
利潤中心的特點是有責任選擇輸入和輸出，進行一定程度的投資。
典型對利潤中心管理的評估是是否有能力將獲利最大化，因為利潤中心對成本以及盈餘都有責任。

## 成本中心
相較於其他二個責任中心的責任，成本中心的責任最小。成本中心主管需是一定量的資源（或輸入）下產出對應的輸出，並且需有減少成本的責任。
對成本中心主管的評估是以其成本控制以及成本降低為基礎。

## 投資中心
投資中心是授權自主性最高的中心，可以決定其投入、產出的程度，也可以進行額外的投資。
常見對投資中心管理績效的評核指標是投資報酬率（ROI）。投資中心有自主性，可以決定關鍵的影響變數，因此也要負責有適當的投資報酬率。